# Memories (canción de Elvis Presley)
"Memories" es una canción de 1968 grabada originalmente por Elvis Presley y estrenada en el especial de televisión, Elvis.

## Composición
Fue escrita por Billy Strange y Mac Davis especialmente para que Presley la interpretara en Elvis, su especial de televisión de regreso que se emitió en la cadena NBC el 3 de diciembre de 1968. Más tarde, Mac Davis contó en la revista musical Billboard: "Me habían pedido una canción sobre mirar atrás a través de los años y, curiosamente, tuve que escribirla en una noche. Me quedé despierto toda la noche en la casa de Billy Strange en Los Ángeles. Tenía una pequeña oficina instalada en su garaje. La escribí allí mismo".

## Lanzamiento
Estrenada en Estados Unidos en 1969 acompañada en la cara B de "Charro", canción principal de la película Charro!, "Memories" alcanzó el número 35 en la lista de éxitos pop Billboard Hot 100 durante la semana del 12 de abril de 1969.
La canción también está incluida en el álbum Elvis, perteneciente a la banda sonora del especial de televisión de la NBC en el que se interpretó por primera vez. Para el programa de televisión, la canción fue grabada en vivo, pero el álbum incluye una versión de estudio grabada el 24 de junio.
El libro de Bruce Pollock, Rock Song Index: The 7500 Most Important Songs for the Rock and Roll Era llama a la canción "Memories" el "sello distintivo del último período de Elvis".
El 1 de diciembre de 1970, el sencillo fue relanzado como parte de la serie Gold Standard del sello discográfico RCA Victor (junto con otros 9 sencillos de Presley).

## Posicionamiento en listas
| Lista (1969–70)                             | Puesto |
| ------------------------------------------- | ------ |
| Australia                                   | 19     |
| Canadá RPM Adult Contemporary               | 7      |
| Canadá RPM Top Singles                      | 15     |
| Estados Unidos Billboard Hot 100            | 35     |
| Estados Unidos Billboard Adult Contemporary | 7      |
| Estados Unidos Hot Country Songs            | 56     |
| Estados Unidos Cash Box Top 100             | 24     |

## Versiones
- A finales de 1969, The Lettermen grabaron un popurrí de "Memories" con " Traces ", que no llegó al Top 40 de Estados Unidos, pero alcanzó el número tres en la lista de Adult Contemporary.
- Nancy Sinatra grabó una versión en 1969, para su álbum Nancy en Reprise Records.[10]
- The Free Design versionó la canción en su álbum Heaven/Earth de 1969.
- Andy Williams incluyó una versión del tema en su álbum Happy Heart de 1969
- Al Martino incluyó una versión del tema en su álbumSausalito de 1969
- Mac Davis incluyó una versión del tema en su álbum Song Painter de 1970
- Connie Eaton incluyó una versión del tema en su álbum Something Special de 1971
- La Royal Philharmonic Orchestra grabó una versión en 2016 con la voz de Elvis Presley.